# 亞當·甘迺迪
亞當·湯瑪斯·甘迺迪（Adam Thomas Kennedy，1976年1月10日—），為前美國職棒大聯盟的二壘手，生涯曾效力於紅雀、天使、運動家、國民、水手和道奇等隊。

## 學生時代
甘迺迪高中時代就讀於河邊郡的J.W.North高中，當時他是棒球與籃球兩項全能的選手。大學時他就讀於加州州立大學北嶺分校(Cal State Northridge)，大學時代的甘迺迪主要的守備位置是游擊手。甘迺迪在北嶺分校的時代創下了該校安打數、打點數，以及生涯打擊率的紀錄，並且三次入選全美國大學隊。在他大二與大三的球季，他的安打數領先所有大學的球員。

## 職業生涯
在1997年的職棒選秀會上，甘迺迪被聖路易紅雀隊以第一輪第十二順位指名，並且在1999年初登大聯盟。但隨後就被紅雀隊和另一名選手肯特·波登費德(Kent Bottenfield)一起送到安那罕天使，以交換天使隊球迷當時心目中的英雄吉姆·艾德蒙斯。
這項交易對天使隊事實上是有利的。2000年4月18日，天使隊對上多倫多藍鳥隊的比賽中，甘迺迪以單場8分打點追平隊史紀錄。這同時也追平了1975年波士頓紅襪隊的弗瑞德·林恩(Fred Lynn)之後，新人單場最多打點的紀錄。
然而真正奠定甘迺迪在天使球迷心中英雄般地位的比賽是2002年美國聯盟冠軍系列賽(American League Championship Series, ALCS)的第五場比賽。甘迺迪在這場比賽中有如神助般地敲出三支全壘打，也加入了歷史上只有四位著名球星列名的俱樂部，這四人分別是貝比·魯斯、鮑伯·羅伯森(Bob Robertson)、瑞吉·傑克森，以及喬治·布列特。甘迺迪神樣的演出也幫助天使擺脫過去四十餘年的魔咒，取得隊史第一座美國聯盟冠軍，也取得隊史第一張進入世界大賽的門票。最後，甘迺迪實至名歸的獲得美國聯盟冠軍賽最有價值球員，而天使在一番激戰後終於打敗舊金山巨人隊，拿下世界大賽冠軍獎盃，也讓甘迺迪得到一枚冠軍戒指。
甘迺迪除了打擊實力外，他在二壘防區的守備能力也是金手套等級的水準，這讓他在2002年的勝利之後變成天使隊內野防線的主角。然而，他的攻擊火力卻在近年快速衰退，這使得他在天使隊的地位岌岌可危。2006年球季中，一度盛傳他將會被天使拿去交易藍鳥隊的希爾·希倫布蘭(Shea Hillenbrand)。雖然這個傳言最後沒有成真，但是他在球隊的重要性已經大不如前，在後半季的大部分時間也被迫和天使隊在二壘防區上的超級新人霍伊·肯德瑞克(Howie Kendrick)分擔攻守任務。以肯德瑞克在大聯盟的表現，甘迺迪是否還會出現在2007年的天使隊陣容中已經是一個很大的問號。
2006年8月16日，天使隊在德州遊騎兵隊的主場比賽時，遊騎兵投手史考特·費德曼(Scott Feldman)一記觸身球打在甘迺迪身上。而這兩隊之前已經為了互相投危險球的問題鬧得不太愉快，於是甘迺迪憤而和費德曼演出全武行，也引發兩隊的大亂鬥。甘迺迪最後被處以禁賽四場的處分。
2009年2月9日，聖路易紅雀隊將甘迺迪釋出，之後和坦帕灣光芒隊簽下小聯盟合約，球季並在光芒隊系統下的3A開始。5月8日光芒隊以甘迺迪和奧克蘭運動家隊交易Joe Dillon，隔天甘迺迪即升上大聯盟。2010年2月12日，甘迺迪和華盛頓國民簽下合約。
2011年1月10日，甘迺迪和西雅圖水手簽下小聯盟合約。

## 酒駕事件
2011年1月，在加州Newport Beach酒駕被捕，入獄兩天，之後判3年緩刑，罰款390美元，並參加為期3個月的初犯酒精課程。

## 外部連結
- 球員資訊和成績在MLB，ESPN，Baseball-Reference，Fangraphs，The Baseball Cube（英文）

| 前任： 安迪·派提特 | 美聯冠軍賽MVP 2002年 | 繼任： 馬里安諾·李維拉 |